# Sochinsogonia mjobergi
Sochinsogonia mjobergi är en insektsart som beskrevs av Young 1986. Sochinsogonia mjobergi ingår i släktet Sochinsogonia och familjen dvärgstritar. Inga underarter finns listade i Catalogue of Life.